# Pascalia
Pascalia es un género monotípico de planta herbácea erecta, especie invasora, maleza, venenosa de la familia de las asteráceas. Su única especie, Pascalia glauca, es originaria de Estados Unidos.

## Descripción
Es una perenne, de rizomas horizontales, de 3 a 8 dm de altura, hojas opuestas con 2 o 3 dientes basales, pocas flores terminales amarillo-anaranjadas. Se propaga por semillas y rizomas, vegeta a fines de invierno, florece en verano y fructifica en otoño, en el resto del año vive la parte subterránea de la planta. Posee un  aroma muy fuerte y característico; los bovinos la  consumen en forma voluntaria cuando se  encuentra en estado de floración (febrero/marzo) aun cuando exista buena disponibilidad de forraje.
Tiene una distribución cosmopolita.

## Planta tóxica para el ganado
Una planta tóxica, en condiciones normales, no es consumida por la hacienda, salvo raras excepciones. Pero, ante situaciones límites de baja de forraje, esas plantas son un recurso forrajero inesperado, y causa de muerte significativa. Wedelia glauca vegeta todo el año, por lo tanto es imprescindible su reconocimiento para controlar su presencia y evitar el consumo.
Wedelia glauca, es una maleza extremadamente difundida en la región pampeana argentina; crece en áreas altas de los potreros que son refugio de los animales. Son tóxicas hojas, tallos verdes y corteza.

### Principio tóxico
Conocido como "wedeliósido", una saponina que conserva su toxicidad en el material henificado; de estructura muy similar al carboxiatractilósido.
Afecta bovinos, equinos, ovinos,  cerdos, caprinos. El deceso ocurre dentro de las 24 h de  consumida, y la dosis tóxica es aproximadamente 3 g/kg de hoja verde. 
Es intensamente hepatotóxica: lesión principal en el hígado, dependiendo su agudeza de la dosis ingerida. En el animal con cierto tiempo entre ingestión y muerte, se halla un hígado pálido, graso, con puntillado hemorrágico; Si el caso es un animal muerto a las pocas horas de su ingestión, el hígado está oscuro, muy graso,  hemorrágico. Hay profunda necrosis hepática, y edema en la vesícula biliar, indicando el intento de eliminar el tóxico por bilis.

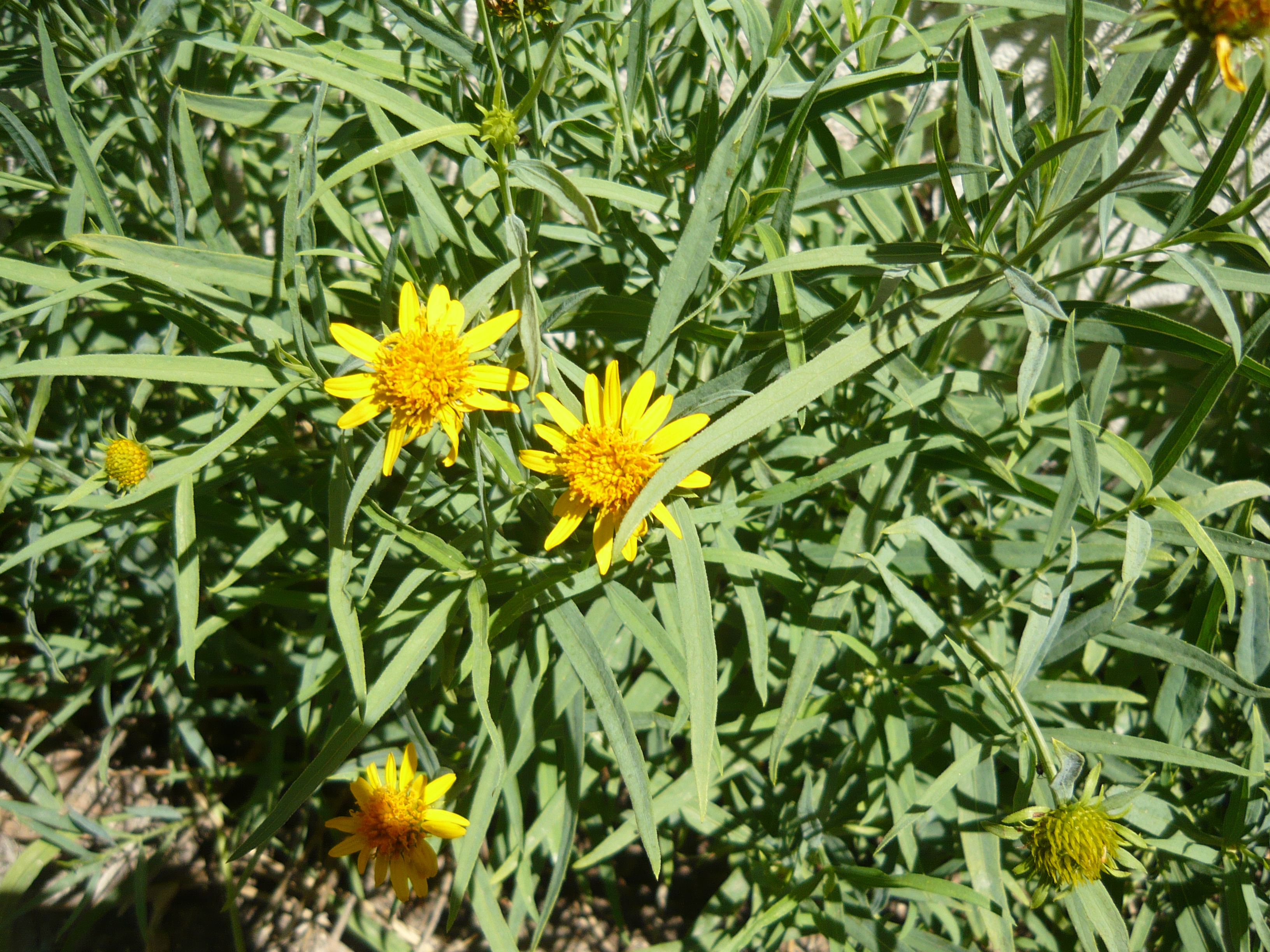
Wedelia glauca.

### Signos clínicos
Se presenta: 
- gastroenteritis;
- diarrea;
- incoordinación de movimientos;
- pérdida de la sensibilidad: estupefacientes-paralíticos;
- decaimiento, somnolencia, disnea y taquicardia.

En equinos hay temblores musculares, aumento de la temperatura, micción abundante y convulsiones generalizadas. Los bovinos comen voluntariamente sin sufrir trastornos graves, salvo estreñimiento marcado y deshidratación de materia fecal. En otras ocasiones se produce muerte en forma aguda con síntomas similares a los equinos. 

### Especie más afectada
La porcina, provoca muerte dentro de las 24 h; y los síntomas previos a la muerte son, anorexia, astenia, tristeza, y algunos individuos, diarrea.

### Profilaxis
Pasar a potreros no invadidos. Evitar el pastaje otoñal, allí fructifica y presenta más toxicidad.

## Taxonomía
Pascalia glauca fue descrita por Casimiro Gómez Ortega y publicado en Novarum, aut Rariorum Plantarum Horti Reg. Botan. Matrit. Descriptionum Decades 39, pl. 4. 1797.
Sinonimia

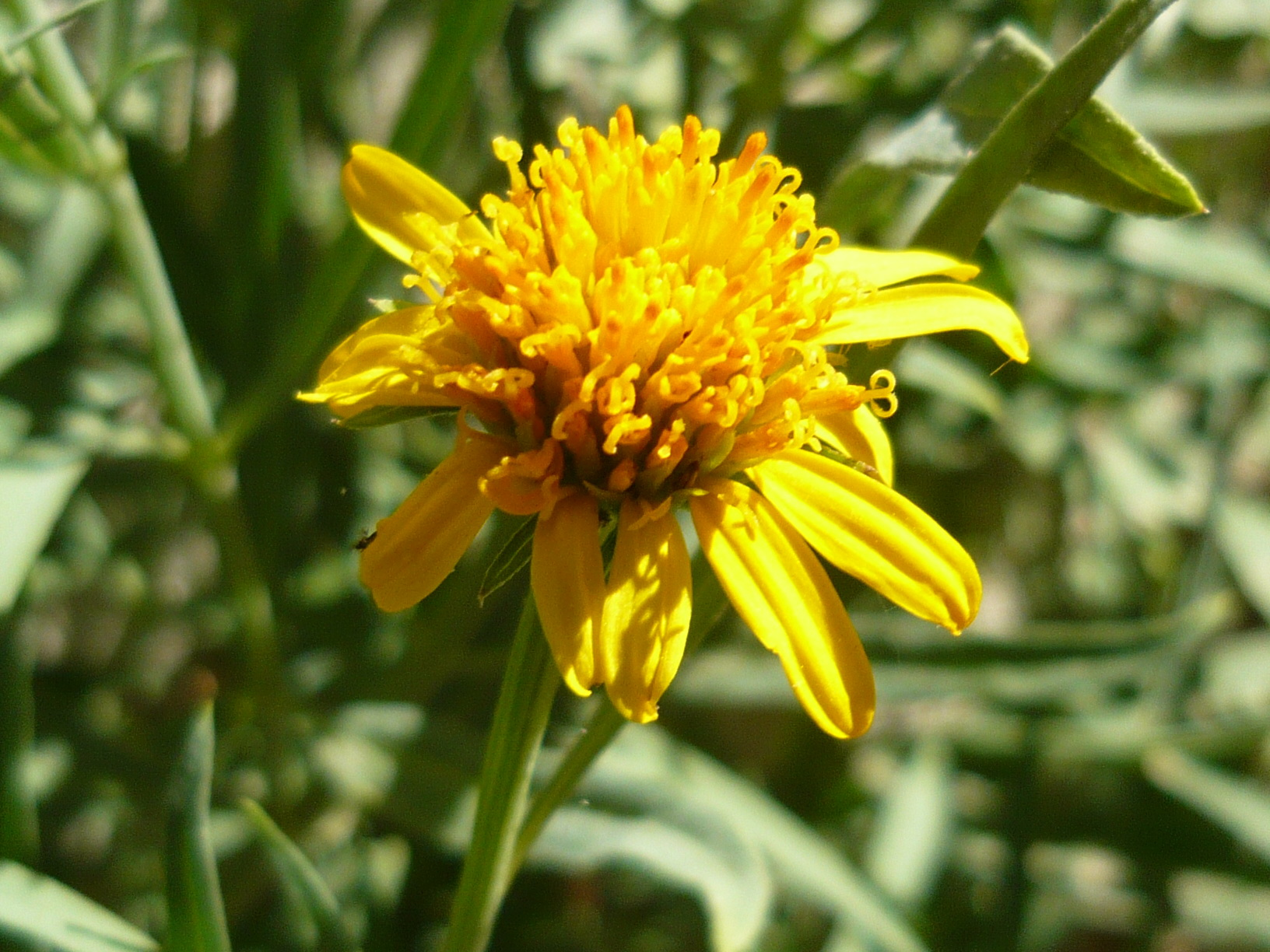
Capitulescencia.

- Aspilia ecliptaefolia (DC.) Baker
- Helianthus copiapinus Phil.
- Leighia ecliptaefolia DC.
- Lorentzia pascaloides Griseb.
- Wedelia chrysostephana Griseb.
- Wedelia copiapina (Phil.) Reiche
- Wedelia ecliptaefolia (DC.) B.L.Turner
- Wedelia glauca (Ortega) S.F.Blake
- Wedelia glauca (Ortega) O.Hoffm. ex Hicken "Chlor. plat. argent. 2:254. 1910"[4]